# Chen Wen Ling
Chen Wen Ling, auch Chen Wenling (chinesisch 陈文令; * 1969 in Anxi (Quanzhou), China), ist ein chinesischer Bildhauer des Neorealismus.

## Leben und Werk

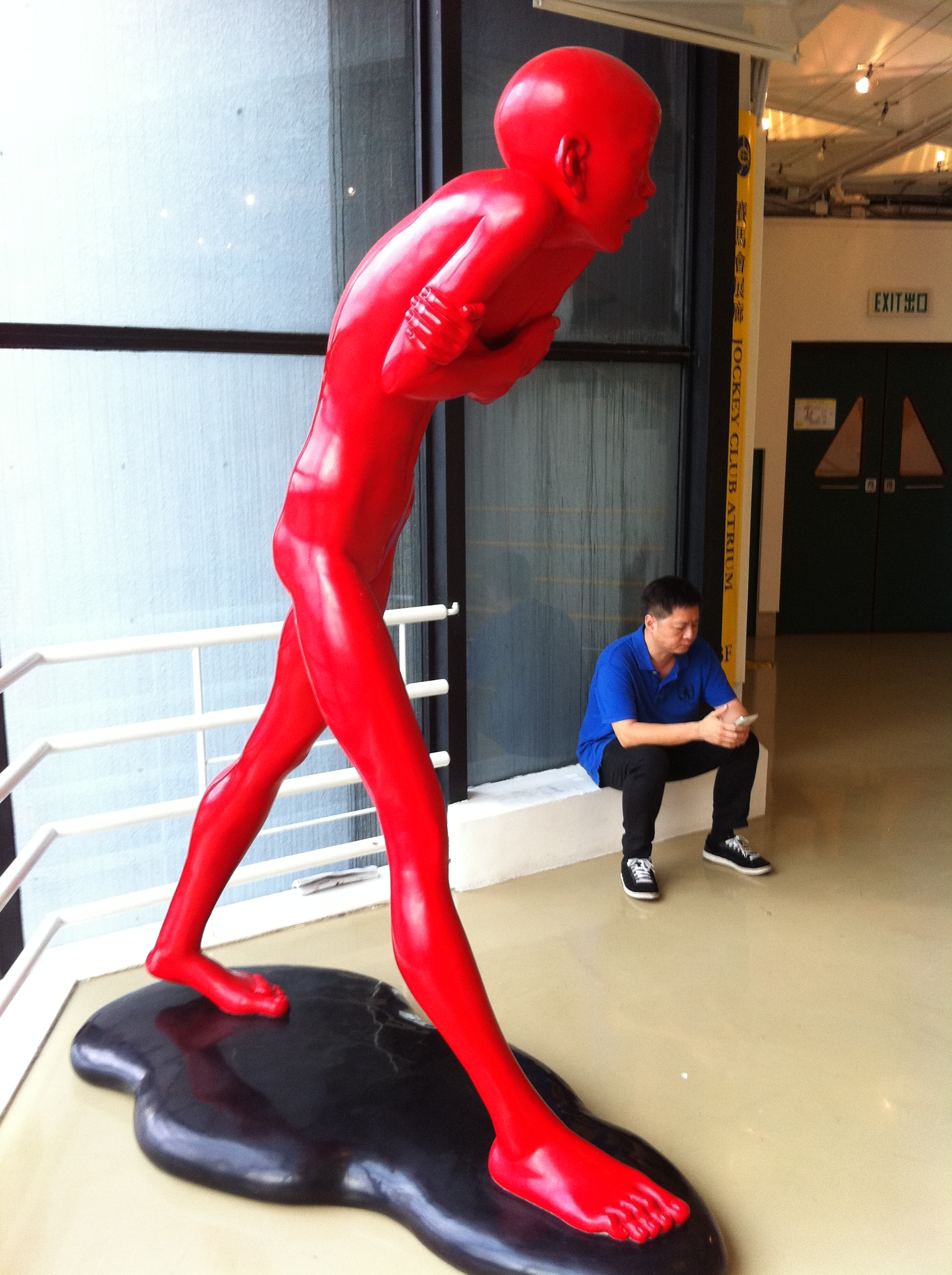
Aus der Serie Red memory, Hong Kong Arts Centre, 2013 (andere Ansichten auf 陳文令 Chen WenLing, Arts Centre Wan Chai, Hong Kong).

Chen Wen Ling stammt aus armen Verhältnissen und studierte an der Fakultät für Bildhauerei an der Central Academy of Fine Arts in Peking.
Er erlangte internationale Bekanntheit mit einer Vielzahl von provokanten und oft grotesken, teils surrealen Arbeiten wie der Serie Red Memory (bestehend aus etwa einhundert Einzelstücken), in der er verspielte, unbekleidete Jünglinge mit chinesischen Zügen und übertrieben langen Extremitäten schuf, die er monochrom mit glänzender heller roter Farbe überzog. Einige dieser Arbeiten zeigte er in zahlreichen Städten Chinas wie Chengdu, Xi’an oder Shanghai, aber auch wiederkehrend im australischen Sydney und in Perth. Andere seiner Serien tragen die Titel China Scene und Happy Life.
Mit seinen Arbeiten will Chen Wen Ling den Anstieg des Konsums im heutigen China und das Spannungsverhältnis mit seiner strengeren kommunistischen Vergangenheit aufzeigen. Er stellt weltweit aus und lebt und arbeitet in Peking. Chen Wen Ling ist verheiratet und hat drei Kinder.

## Ausstellungen (Auswahl)
- 2021 – Sydney Contemporary (art fair), Sydney
- 2021 – Vancouver Biennale , Vancouver
- 2020 – Fable of Duration, Minsheng Art Museum, Peking
- 2019 – Sydney Contemporary (art fair), Sydney
- 2011 bis 2017 – mehrmals vertreten beim Festival Sculpture by the Sea, Sydney
- 2008 – China: Facing Reality, National Art Museum of China, Peking
- 2008 – Beijing-Athens Contemporary Art From China, Technopolis, Athen
- 2007 – Floating: New Generation of Art in China, The National Art Museum of Korea, Seoul
- 2006 – Red Memory, Einzelausstellung, Ode to Art, Singapur
- 2006 – Made in China, Padova
- 2006 – In the Name of Material, Exhibition of Contemporary Art of Sculpture, HSS Art Centre Shanghai
- 2006 – 38. Kunstausstellung, Basel
- 2006 – Hyperdesign, Shanghai Biennale, Shanghai Art Museum, Shanghai
- 2006 – Chinese Art Today, Chinesisches Kunstmuseum, Peking
- 2005 – Ground Reality, Chinese Contemporary Art Exhibition, Seoul
- 2005 – Time of Sea, International Contemporary Art Exhibition, Shanghai
- 2004 – Happy Life, Einzelausstellung, Chinese European Art Centre, Xiamen
- 2003 – Chinese Sculpture Masterpieces Exhibition, Beijing International Biennale, Peking
- 2002 – 21st China Art Triennial, Guangzhou Art Museum, Guangdong
- 2001 – Sculpture Show, Shanghai Young Artists Exhibition, Normal University of Shanghai
- 1991 – Chen Wen Ling’s Woodcarving Exhibition, Xiamen College of Art, Xiamen